# It's the End of the World as We Know It (And I Feel Fine)
It's the End of the World as We Know It (And I Feel Fine) è un brano della band statunitense R.E.M. La canzone è il secondo singolo estratto dal quinto album della band Document (1987). Il singolo nel 1991 è stato nuovamente rilanciato sul mercato.
Il brano è ispirato alla trasmissione La guerra dei mondi di Orson Welles e alle reazioni da essa suscitate. In esso vengono citati personaggi quali Lenny Bruce, Leonard Bernstein, Leonid Breznev e Lester Bangs in quanto Michael Stipe aveva fatto un sogno (molte canzoni del gruppo nascono da esperienze oniriche) dove si trovava a una festa dove tutti gli invitati, tranne lui, avevano come iniziali di nome e cognome le lettere L e B.
Luciano Ligabue nel 1994 eseguì una cover del brano in italiano con il titolo A che ora è la fine del mondo?
La canzone fa parte della colonna sonora dei film  Independence Day, Chicken Little - Amici per le penne e Un'avventura spaziale - Un film dei Looney Tunes.

## Tracce

### Prima edizione
- "7: IRS IRM 145 (UK):

1. "It's the End of the World as We Know It (And I Feel Fine)" - 4:04
2. "This One Goes Out" (live acoustic version of "The One I Love") - 4:19

- "7: IRS IRS-53220 (US); cassette: IRS IRSC-53220:

1. "It's the End of the World as We Know It (And I Feel Fine)" - 4:04
2. "Last Date" (Floyd Cramer cover) - 2:13

- "12: IRS IRMT 145:

1. "It's the End of the World as We Know It (And I Feel Fine)" - 4:04
2. "This One Goes Out" (live acoustic version of "The One I Love") - 4:19
3. "Maps and Legends" (live acoustic)

### Seconda edizione
- CD: IRS DIRMT 180:

1. "It's the End of the World as We Know It (And I Feel Fine)" - 4:04
2. "Radio Free Europe" - 4:03
3. "The One I Love" (Live Acoustic) - 4:19

- CD: IRS DIRMX 180:

1. "It's the End of the World as We Know It (And I Feel Fine)" - 4:04
2. "Radio Free Europe" (Hib-Tone version) - 3:46
3. "White Tornado" - 1:59
4. "Last Date" - 2:13

- "7: IRS IRM 180; cassette: IRS DIRMC 180:

1. "It's the End of the World as We Know It (And I Feel Fine)" - 4:04
2. "Radio Free Europe" - 4:03